# RapidMiner
RapidMiner, zuvor YALE (Yet Another Learning Environment) genannt, ist eine Umgebung für maschinelles Lernen und Data-Mining. Experimente können aus einer großen Zahl von nahezu beliebig schachtelbaren Operatoren erzeugt werden. Der Experimentaufbau wird durch XML beschrieben und mittels einer graphischen Benutzeroberfläche entwickelt. RapidMiner deckt sowohl Forschungs- als auch industrielle und wirtschaftliche Anwendungen ab.
YALE wurde seit 2001 vom Lehrstuhl für künstliche Intelligenz der Technischen Universität Dortmund entwickelt. Seit 2004 wird YALE bei SourceForge gehostet. Im Mai 2007 wurde YALE in RapidMiner umbenannt; im Juli 2007 erschien die Version 4.0 und im November 2008 die Version 4.3. RapidMiner ist als proprietäre Version erhältlich, sowie die jeweilige Vorversion als Open-Source-Software unter der AGPL auf Sourceforge. Mittlerweile wurde die kostenfreie Version jedoch auf nur 10.000 Datensätze und einen logischen Prozessor limitiert, wodurch die Nutzung sehr eingeschränkt und vergleichbar mit den früheren Versionen – die noch alle vorhandenen Kerne nutzen konnten – sehr zeitaufwändig ist. Des Weiteren wurde viel Funktionalität in „Extensions“ verschoben, die nicht mehr Bestandteil der Open-Source-Version sind.
RapidMiner beinhaltet mehr als 500 Operatoren für alle Aufgaben der Wissensentdeckung in Datenbanken, d. h. Operatoren für Ein- und Ausgabe, Datenvorverarbeitung, maschinelles Lernen, Data-Mining, Text Mining, Web Mining, automatische Stimmungsanalyse aus Internet-Diskussionsforen (Sentiment Analysis, Opinion Mining), Zeitreihenanalyse und Prognose. Zusätzlich stehen mehr als 20 Verfahren bereit, auch hochdimensionale Daten und Modelle zu visualisieren. RapidMiner wurde in Java geschrieben und kann daher auf allen gängigen Betriebssystemen verwendet werden. Alle Lernverfahren und Attributeevaluatoren von WEKA wurden ebenfalls integriert.

## Unternehmen
Ende 2013 erhielt RapidMiner eine Finanzierung von Earlybird und Open Ocean Capital (dem VC der MySQL-Entwickler) in Höhe von fünf Millionen US-Dollar. Das Kapital wurde für die US Marktstrategie eingesammelt und verwendet. In Boston besitzt RapidMiner eine Firmenzentrale. 2013 stieg damit die Mitarbeiterzahl von 25 auf 70 an. Das Umsatzwachstum betrug 300 Prozent im Jahresvergleich. 2016 beschäftigt das Unternehmen 100 Mitarbeiter, 30 davon in Dortmund.

## Eigenschaften
Einige Eigenschaften von RapidMiner sind:
- Prozesse der Wissensentdeckung werden als Operatorbäume modelliert
- Interne XML-Repräsentation sichert einen Standard für den Austausch von Data-Mining-Experimenten
- Skriptsprache erlaubt automatisiertes large-scale Data Mining
- Multi-layered data view concept sichert effiziente und transparente Datenhaltung
- Graphische Benutzeroberfläche sowie Kommandozeilentool. Eine Java-API erlaubt die Benutzung von RapidMiner aus eigenen Javaprogrammen
- Plugin und Erweiterungsmechanismus, es existieren bereits einige Plugins, z. B. zur Clusteranalyse
- Große Anzahl hochdimensionaler Visualisierungen für Daten und Modelle
- Anwendungen umfassen Text Mining, Multimedia Mining, Feature Engineering, Data Stream Mining und Lernen veränderlicher Konzepte, Entwicklung von Ensemble-Methoden und verteiltes Data Mining.